# Centre commercial Brasilia

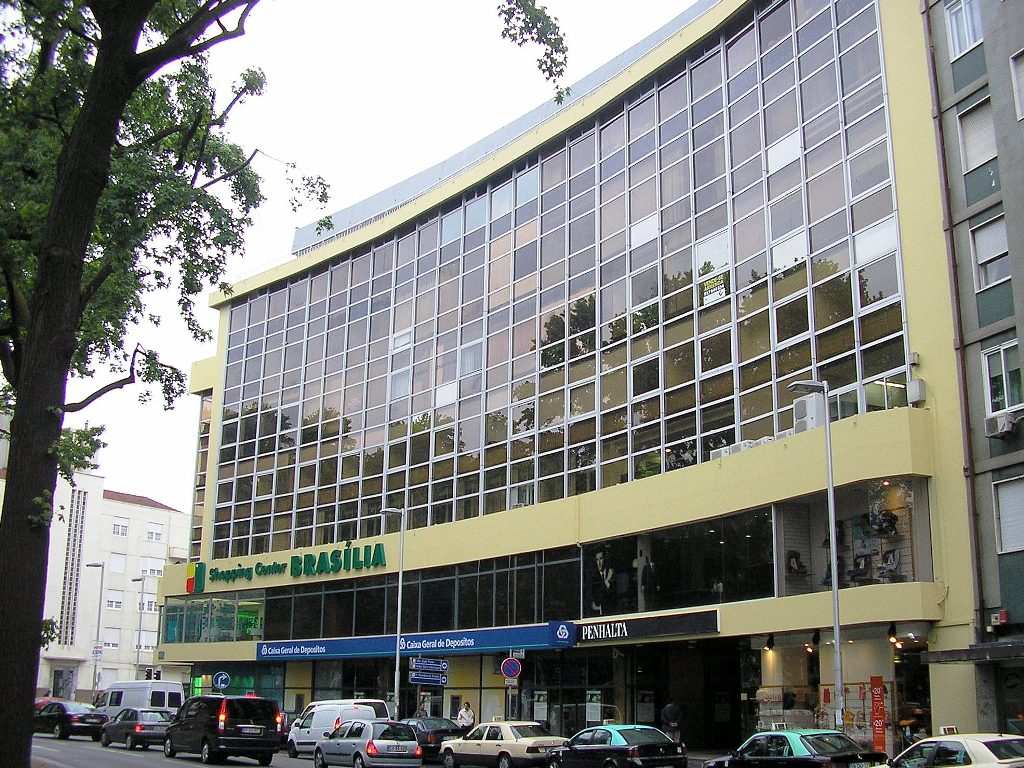
Entrée du centre commercial en 2009.

Le centre commercial Brasilia est le premier centre commercial ouvert au Portugal. Il se situe à Porto dans le quartier de Boavista (pt), au coin de la Praça de Mouzinho de Albuquerque et de la partie orientale de l'Av. de Boavista.
Inauguré le 9 octobre 1976, il contient 250 boutiques plus un club de strip-tease et une discothèque. D'une surface d'environ 20 000 m2, il s'étend sur six niveaux.